# LAKtheater
Het LAKtheater was het kunst- en cultuurcentrum van de Universiteit Leiden, gelegen in de binnenstad van de Nederlandse stad Leiden. Het beschikte over een theaterzaal met foyer, studio's voor toneel, dans en muziek en ateliers voor beeldende kunst. 'LAK' stond voor de afkorting van Leids Academisch Kunstcentrum.

## Doelstelling
Het LAK stelde zich ten doel studenten, medewerkers van de universiteit en andere belanghebbenden in contact te brengen met een gevarieerd en eigentijds aanbod van kunstuiting en -beleving.

## Activiteiten
Het LAK onderhield de volgende activiteiten:
- activiteiten op het gebied van kunstzinnige vorming zoals cursussen op het gebied van drama, muziek, beeldende kunst, foto en literatuur;
- presentatie van kunstuitingen zoals theatervoorstellingen, filmavonden en exposities;
- exploitatie van de foyer als ontmoetingspunt van bezoekers, cursisten, docenten en uitvoerenden;
- ondersteuning van kunstzinnige initiatieven van studenten, zoals vakgroep toneel, workshops, orkesten e.d.

## Theater
De theater van het LAK was een zogenaamd vlakkevloertheater en beschikte over een flexibele tribune met 220 tot 244 zitplaatsen en twee kleedkamers voor de uitvoerenden.

## Locatie
In de jaren zeventig was het LAKtheater te vinden op de derde etage van de oude lakenfabriek aan het Levendaal 150 in Leiden. Sinds 1983 was het gevestigd in het Lipsiusgebouw (het vroegere Centraal Faciliteitengebouw of gebouw 1175) aan de Cleveringaplaats in het hart van het Witte Singel/Doelencomplex tussen het Rapenburg en de Witte Singel. Het Lipsiusgebouw maakt na de opheffing van het LAKtheater nog steeds deel uit van de Universiteit van Leiden en beschikt over verschillende zalen, geschikt voor cursussen en lezingen. Hetzelfde gebouw is ook de centrale locatie van de Faculteit der Geesteswetenschappen.

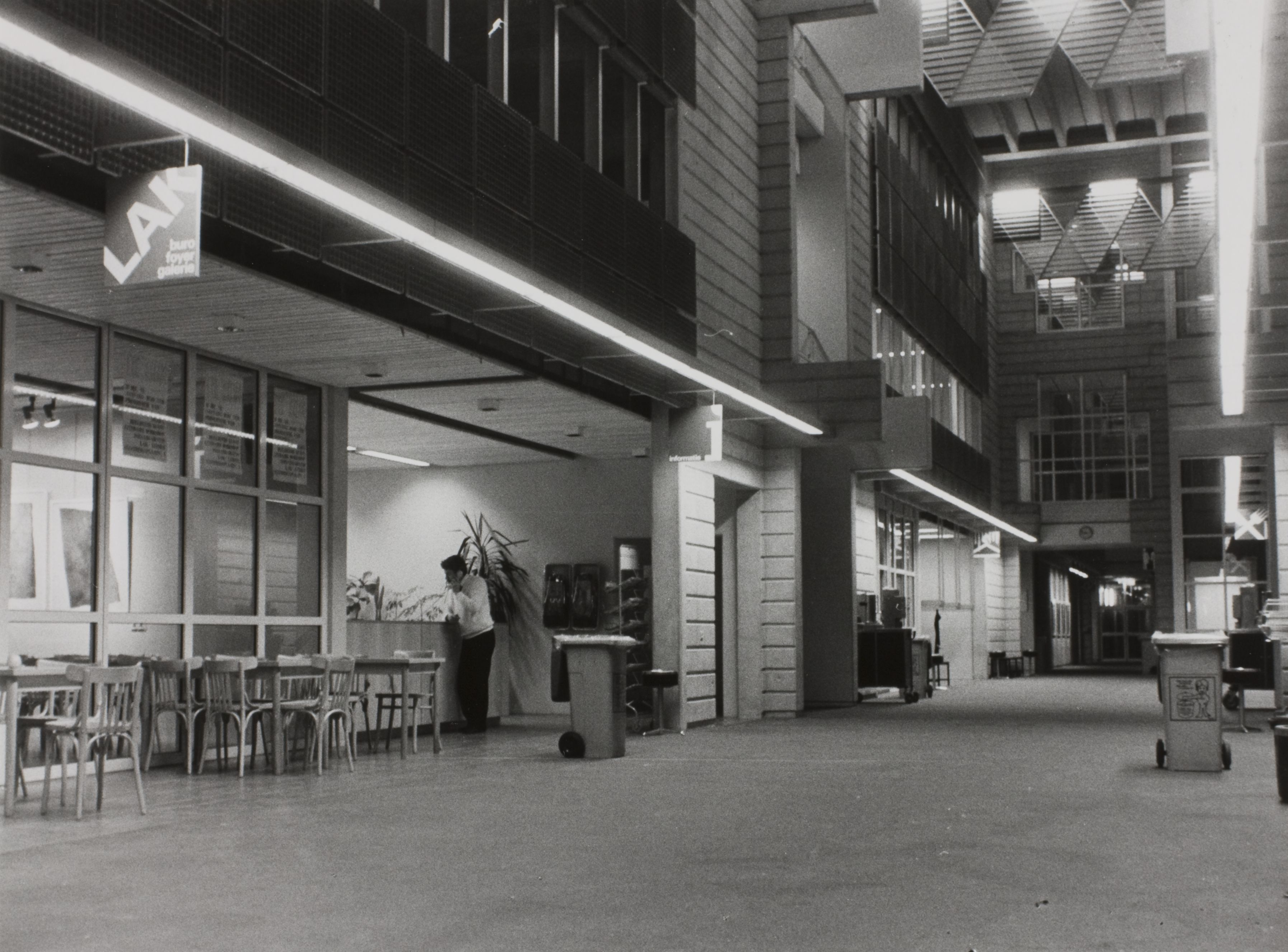
LAK-bureau (links), 1984
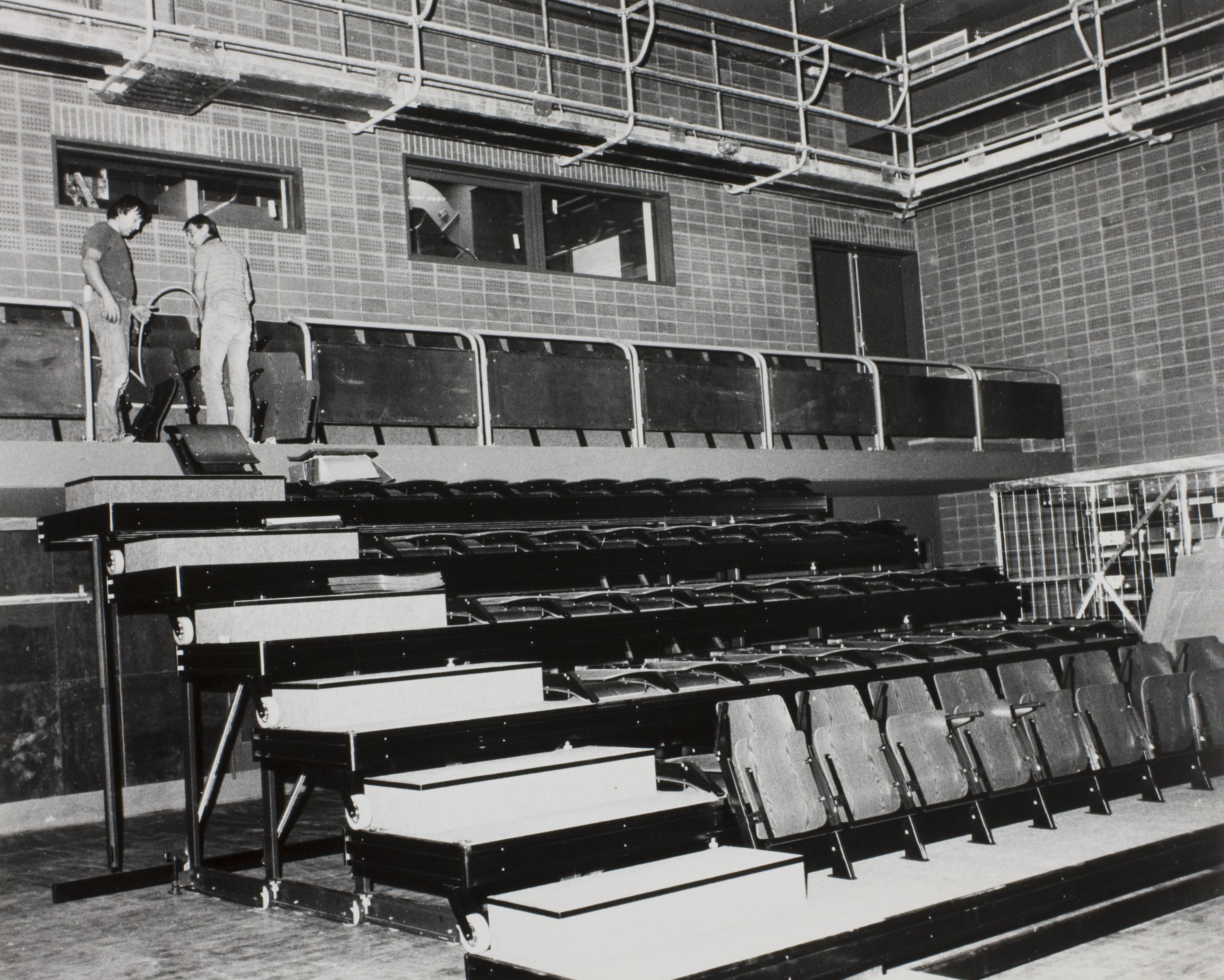
LAK-theater, 1984
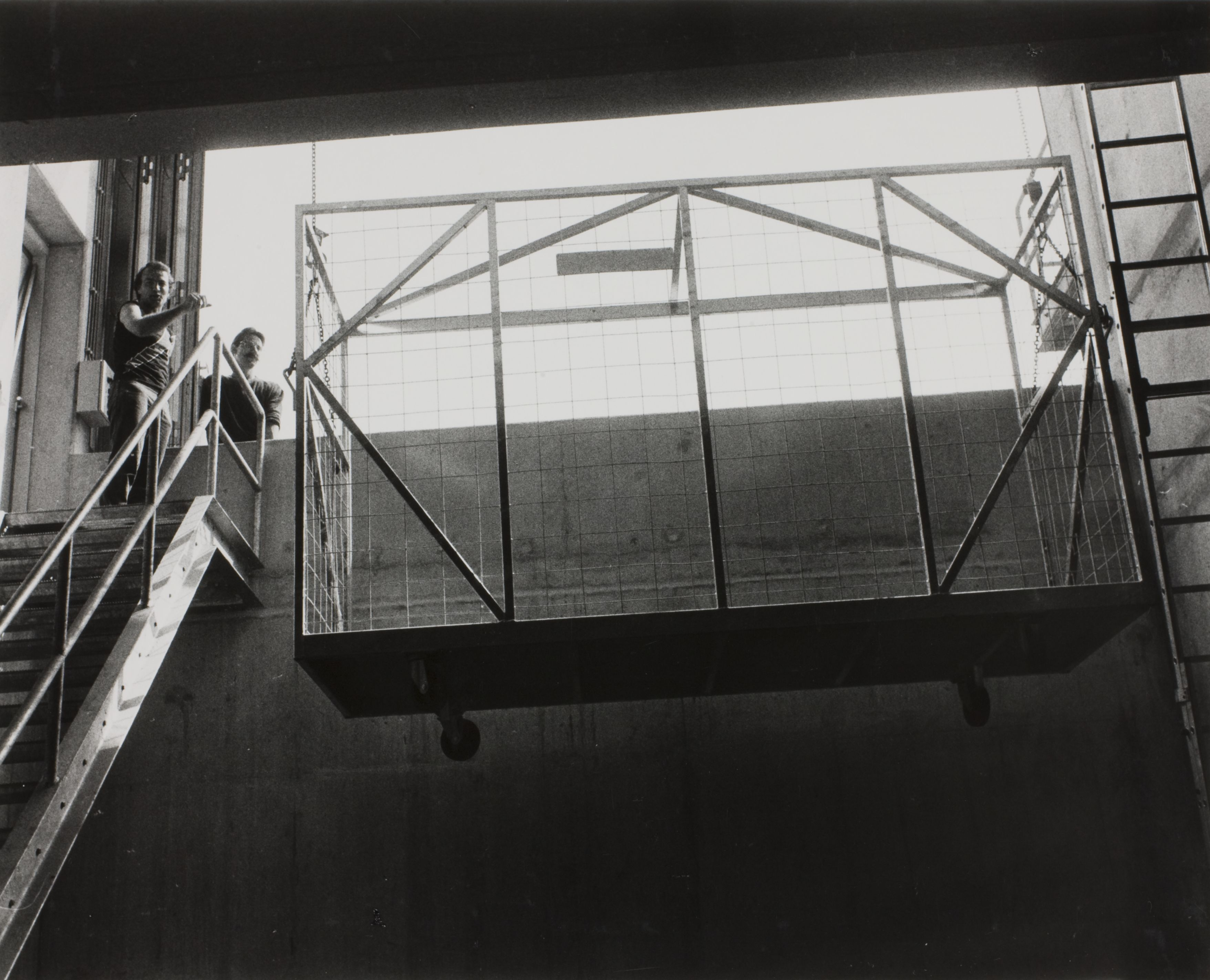
Lift voor decor
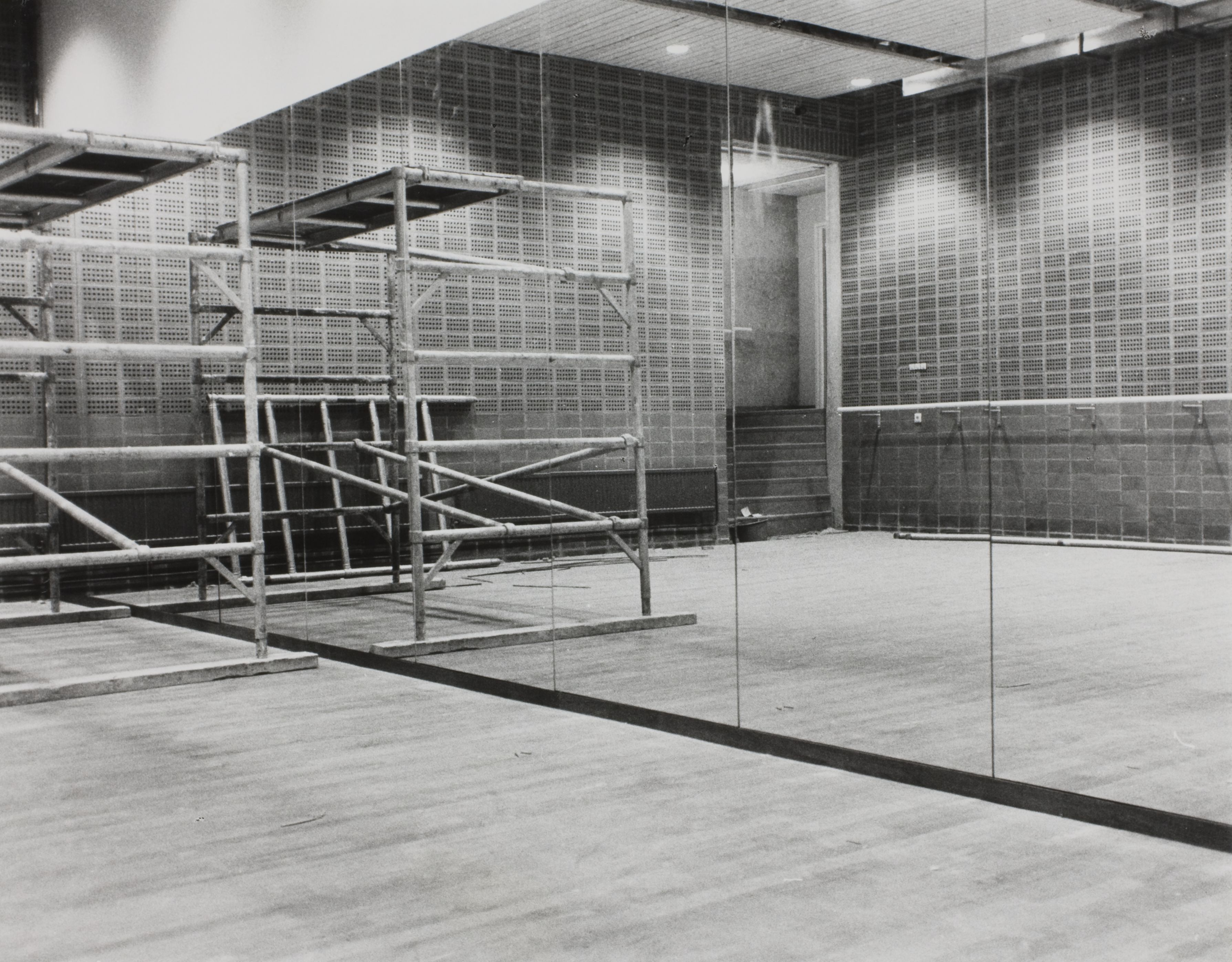
Speelvloer LAK-theater

## LAKtheater gesloten
Met ingang van theaterseizoen 2012-2013 sloot het LAKtheater zijn deuren.